# Fußball-Weltmeisterschaft 2006/Organisationskomitee
Das Organisationskomitee Fußball-Weltmeisterschaft 2006 (kurz: OK) organisierte die Fußball-WM in Deutschland. Präsident des OK war Franz Beckenbauer, der auch als offizieller Repräsentant auftrat und Vorsitzender der deutschen WM-Bewerbung war.
Erster Vizepräsident und stellvertretender Präsident des WM-Komitees war Horst Schmidt, der Generalsekretär des Deutschen Fußball-Bundes (DFB). Der Verantwortungsbereich des geschäftsführenden Vizepräsidenten des OK war vielfältig und beinhaltete spiel- und wettbewerbstechnische Angelegenheiten, Stadien, Kartenverkauf, Transport und Verkehr, Sicherheit, rechtliche Angelegenheiten, Personal, Finanzen, Planung und Kontrolle, medizinische Betreuung, Verwaltung und Sekretariat.
Wolfgang Niersbach war der geschäftsführende Vizepräsident und Pressechef des Komitees der Weltmeisterschaft. Niersbach war für Vermarktung, Presse- und Öffentlichkeitsarbeit, Akkreditierung, Informationstechnologie, Medien- und Telekommunikation, Veranstaltungen und die Mannschaftsquartiere verantwortlich.
Vize-Präsident des OK war bis 2003 Fedor Radmann und anschließend Theo Zwanziger. Zwanzigers Verantwortungsbereich umfasste die allgemeine Organisation, Recht, ebenso Finanzen und zudem Personalentscheidungen im Vorfeld der WM.
Das Organisationskomitee wurde durch den Aufsichtsrat und das Kuratorium kontrolliert. Im Aufsichtsrat saßen namhafte Persönlichkeiten wie Bundesinnenminister Wolfgang Schäuble, der ehemalige Bundesinnenminister Otto Schily, der Präsident des Deutschen Fußball-Bundes Gerhard Mayer-Vorfelder, Thomas Bach vom Internationalen Olympischen Komitee, Werner Hackmann, der Präsident der Deutschen Fußball Liga, und der ehemalige Fußballer Günter Netzer als Sportrechtevermarkter.

## Aufsichtsrat
- Gerhard Mayer-Vorfelder, DFB-Präsident, OK-Aufsichtsratsvorsitzender
- Wolfgang Schäuble, Bundesinnenminister, stellvertretender OK-Aufsichtsratsvorsitzender
- Otto Schily, ehemaliger Bundesinnenminister
- Thomas Bach, IOC
- Günter Netzer, Infront Sports & Media AG
- Werner Hackmann, Präsident Deutsche Fußball Liga (DFL)
- Wilfried Straub, Geschäftsführender Vorsitzender DFL
- Engelbert Nelle, 1. Vizepräsident (Amateure), DFB
- Heinrich Schmidhuber, DFB-Schatzmeister
- Manfred Maus, Aufsichtsratsvorsitzender OBI AG

## Kuratorium
- Manfred von Richthofen, ehemaliger Präsident des Deutschen Sportbundes
- Egidius Braun, DFB-Ehrenpräsident
- Klaus Steinbach, Präsident des Deutschen Olympischen Sportbundes
- Hans Ludwig Grüschow, Vorsitzender der Deutschen Sporthilfe
- Herbert Hainer, Vorstandsvorsitzender Adidas-Salomon AG
- Erich Schumann, Geschäftsführer Westdeutsche Allgemeine Zeitung
- Fritz Pleitgen, Intendant des Westdeutschen Rundfunks
- Michel Platini, Mitglied des Exekutivkomitees der FIFA, Mitglied der Organisationskommission für die FIFA Fußball-Weltmeisterschaft Deutschland 2006TM
- Roman Herzog, Bundespräsident a. D.
- Lennart Johansson, Präsident UEFA, Mitglied des Exekutivkomitees der FIFA, Vorsitzender der Organisationskommission für die FIFA Fußball-Weltmeisterschaft Deutschland 2006TM
- Karin Wolff, Ständige Konferenz der Kultusminister der Länder
- Peter Rauen, Vorsitzender des Sportausschusses des Deutschen Bundestages
- Thomas Röwekamp, Senator für Inneres und Sport, Vorsitzender der Sportministerkonferenz der Länder 2005–2006
- Christina Weiss, ehemalige Staatsministerin und Beauftragte der Bundesregierung für Kultur und Medien

## Beratung des OK
Das WM-Komitee wurde außerdem vom Sportausschuss des Deutschen Bundestages unterstützt und beraten. Zu dieser Thematik hatte der Sportausschuss sich mehrfach mit dem OK ausgetauscht, zum Beispiel im Juni 2003 über Chancen und Perspektiven der touristischen Vermarktung der Fußballgroßveranstaltung. Mitglieder in der Wahlperiode bis 2006 waren fünfzehn Abgeordnete der SPD, CDU/CSU, Bündnis 90/Die Grünen und der FDP. Vorsitzender des Sportausschusses war Peter Rauen von der CDU, der sich auch im Kuratorium des OK befand.

## Internationale Botschafter
Repräsentant und Botschafter der Weltmeisterschaft war zum einen der Bundestrainer der deutschen Nationalmannschaft Jürgen Klinsmann. Den Welt- und Europameister (von 1990 bzw. 1996) qualifizierten dafür seine internationale Karriere und seine Fremdsprachenkenntnisse. Er spielte in Italien, Frankreich, England und lebt in den Vereinigten Staaten. Aus dem Verantwortungsbereich der Nationalmannschaft kommt auch Oliver Bierhoff. Er hat die Funktion des Nationalmannschaftmanagers inne und war 1996 Europameister. Bierhoff schoss Deutschland per Golden Goal zum Titel und er war in den neunziger Jahren bei Udinese Calcio und dem AC Mailand einer der besten Stürmer in der italienischen Serie A. Ein weiterer Repräsentant der WM war der Fußball-Funktionär Karl-Heinz Rummenigge. FC Bayern Münchens Vorstandsvorsitzender war 1980 Europameister und war Vizepräsident der Vereinigung der europäischen Großvereine „G-14“ sowie innerhalb der UEFA-Präsident des europäischen Klub-Forums. Rudi Völler war ehemaliger Kapitän der deutschen Nationalmannschaft und der Vorgänger von Jürgen Klinsmann. Auch der ehemalige Nationalstürmer sollte Deutschland in der Welt repräsentieren.
Organisationschef Franz Beckenbauer benannte weitere WM-Botschafter, ausnahmslos ehemalige Fußball-Profis, die ihre Heimatstädte und gleichzeitig die WM-Austragungsorte auf dem Weg zur WM offiziell begleiten sollten:
- Andreas Köpke: Nationaltorhüter und Europameister (1996), Torwarttrainer der deutschen Fußballnationalmannschaft; Köpke ist Botschafter Nürnbergs
- René Müller: Der ehemalige DDR-Auswahltorwart und frühere Trainer des ehemaligen Zweitligisten Rot-Weiß Erfurt repräsentierte die Messestadt Leipzig.
- Olaf Thon: Fußball-Weltmeister in Rom im Jahre 1990, beendete im März 2003 seine aktive Karriere; Botschafter für Gelsenkirchen, wo er lange Jahre für den FC Schalke 04 spielte
- Stefan Reuter: Fußball-Weltmeister 1990, ehemaliger Kapitän von Borussia Dortmund; Botschafter für Dortmund
- Sigi Held: Fußball-Nationalspieler und Teilnehmer am Wembley-Finale 1966, im April 2006 nachnominierter Botschafter für Dortmund
- Hansi Müller: Der Europameister von 1980 übernahm die Botschafteraufgabe von Guido Buchwald für Stuttgart. Buchwald war von Januar 2004 bis Dezember 2006 Trainer in Japans Profiliga J. League bei den Urawa Red Diamonds und stand so nur sehr eingeschränkt als Repräsentant zur Verfügung.
- Horst Eckel: Weltmeister in Bern 1954, er war der Jüngste in der siegreichen Mannschaft von Trainer Sepp Herberger; Botschafter für Kaiserslautern
- Uwe Seeler: Ehrenspielführer der Nationalelf, 1964 der erste Torschützenkönig der Bundesliga; Uns Uwe war Botschafter für seine Heimatstadt Hamburg
- Hans Siemensmeyer: Rekordtorschütze in der Geschichte von Hannover 96; Botschafter für seine Heimat Hannover
- Wolfgang Overath: Weltmeister von 1974, ehemaliger überragender Mittelfeldspieler vom 1. FC Köln, von Juni 2004 bis November 2011 Präsident des Vereins; Botschafter für Köln
- Michael Preetz: Mittelstürmer von Hertha BSC, siebenmal repräsentierte er die Berliner in der Nationalmannschaft und schoss dabei drei Tore; Botschafter für Berlin
- Bernd Hölzenbein: Weltmeister von 1974, Stürmer von Eintracht Frankfurt; Botschafter für Frankfurt am Main
- Jürgen Grabowski: Weltmeister von 1974, führte Eintracht Frankfurt 1980 zum UEFA-Cup-Sieg; Botschafter von Frankfurt zusammen mit Hölzenbein
- Gerd Müller: Der ehemalige Mittelstürmer, der mit FC Bayern München dreimal im Finale des Europapokals der Landesmeister siegreich war, repräsentierte die bayrische Landeshauptstadt München. 1966/67 siegten Müller und die Bayern im Finale des Europapokals der Pokalsieger, 1972 gewann er die Fußball-Europameisterschaft, zwei Jahre später das WM-Finale von München. Seine Rekorde: 365 Tore in der Fußball-Bundesliga sowie 68 Tore in 62 Länderspielen.